# Kandirano sadje
Kandirano sadje, tudi glazirano sadje (fr.: Fruit confit), so plodovi različnih vrst sadja, njihovi kosi ali koščki njihove lupine, vloženi v vroč sladkorni sirup, ki absorbira vlago iz notranjosti sadeža in s tem podaljša trajnost. 

## Kandiranje
Odvisno od velikosti in vrste sadeža lahko ta postopek konzerviranja traja od nekaj dni do nekaj mesecev. Postopek kandiranja omogoča, da sadje ostane užitno do enega leta in je bil v nekaterih delih Evrope znan že v 14. stoletju (Saraceni).
Namakanje sadja v sirupu povzroči, da se sadje nasiči s sladkorjem, kar prepreči rast kvarnih mikroorganizmov zaradi posledično neugodnega ozmotskega tlaka. Kandirano sadje vključuje med drugim plodove češnje, ananasa, hruške, breskve, kivija, lubenice, kostanja (glazirani maroni) ter korenine ingverja, vendar ga ne gre zamenjevati za pri nas bolj tradicionalno sušeno sadje. Kandira se lahko celo nekatere cvetove, npr. vrtnice ali vijolice. Glavne kandirane lupine (samo neškropljene, iz biološke pridelave) so pomarančne (orangeat) in citronske (citronat), ter se s kandirano limonino lupinico prodajajo posebej ali v mešanici. Ponekod izdelujejo tudi kandirano zelenjavo, iz nekaterih buč, repe ali korenja.
Recepti se razlikujejo od regije do regije, vendar je splošno načelo, da sadje zavremo, ga nekaj tednov namakamo v vedno močnejših sladkornih raztopinah in zatem posušimo, da se odstrani morebitni preostanek vode.

## Uporaba
Kandirano sadje je ponavadi prigrizek, uporablja se kot dekoracija, npr. pijač, tort in sladoleda (kandirane češnje), orangeat in citronat pa se uporabljata v slaščičarstvu, pri nekaterih slaščicah, biskvitih, tortah in podobno.
Citronat in orangeat sta pogosto sestavini tradicionalnih italijanskih slaščic, med njimi milanskega panettoneja, neapeljske pastiere in siciljanske kasate.